# Mesotritia elegantula
Mesotritia elegantula är en kvalsterart som beskrevs av Jaroslav Stary 1992. Mesotritia elegantula ingår i släktet Mesotritia och familjen Oribotritiidae. Inga underarter finns listade i Catalogue of Life.